# Rosa Smith Eigenmann

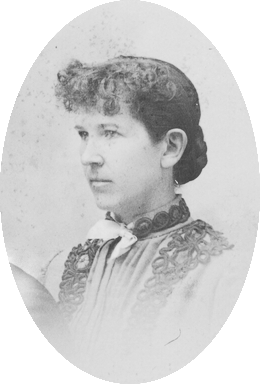
Rosa Smith Eigenmann (1889)

Rosa Smith Eigenmann (* 7. Oktober 1858 in Monmouth, Illinois; † 12. Januar 1947 in San Diego, Kalifornien) war eine US-amerikanische Ichthyologin. Zuerst publizierte sie alleine, später mit ihrem Ehemann Carl H. Eigenmann zusammen. Als Resultat dieser Arbeit werden nun mehr als 150 Fischarten Eigenmann & Eigenmann zugute gerechnet.

## Leben
Rosa war das jüngste von neun Geschwistern. Ihre Eltern kamen aus Kalifornien nach Illinois, um eine Zeitung zu gründen; da Rosa aber meistens sehr kränklich war, ging die Familie wieder nach Kalifornien zurück und lebte in San Diego. Schon als Kind war Rosa sehr an der Natur interessiert und schloss sich der San Diego Society of Natural History an.
David Starr Jordan besuchte San Diego 1879 und traf bei dieser Gelegenheit auf Rosa Smith, entweder bei einem Treffen der Gesellschaft oder weil er ein Haus inklusive Pferdegespann von Rosas Vater mietete. Ungefähr zu dieser Zeit hatte Rosa entdeckt, dass die blinde Grundel Othonops eos (heute Typhlogobius californiensis) in Höhlen unterhalb Point Loma, einem Stadtteil von San Diego lebte. Jordan war sehr beeindruckt und ermutigte sie, mit ihm zusammen an der Indiana University zu studieren. Dieses Angebot nahm Rosa gerne an, unternahm mit Jordan im Sommer 1880 eine Forschungsreise nach Europa und besuchte noch zwei Jahre die Universität in Indiana. Dann musste sie jedoch wegen eines Krankheitsfalls in der Familie wieder nach San Diego zurückkehren. Noch an der Universität lerne sie ihren Studienkollegen Carl Eigenmann näher kennen. Beide schrieben sich Briefe, als sie wieder in San Diego war. Sie veröffentlichte von San Diego aus regelmäßig Berichte über Othonops eos und andere Fischarten. Bis zu ihrer Heirat hatte Rosa mehr als 20 eigenständige Veröffentlichungen.
Rosa Smith heiratete Carl Eigenmann am 20. August 1887, nachdem dieser seinen Bachelorgrad erlangt hatte und nach Kalifornien gezogen war. Danach besuchten sie gemeinsam die Harvard University, um die dort vorhandenen Sammlungen zu studieren. Rosa war die erste Frau, der es erlaubt wurde, Abschluss-Semester zu betreuen. 1891 wurde Carl Dekan der Hochschule für Aufbaustudien in Indiana. Auch in dieser Zeit arbeitete Rosa mit ihrem Mann zusammen an 15 weiteren Forschungsarbeiten, auch wenn die fünf Kinder, die sie mittlerweile geboren hatte und von denen eins behindert war, sie sehr belasteten und daran hinderten, forschend tätig zu sein.
Als Carl Eigenmann 1927 einen Schlaganfall erlitt, ging Rosa mit ihm nach San Diego zurück. Sie blieb dort auch nach seinem Tod im April desselben Jahres, war aber wissenschaftlich nicht mehr aktiv.